# Bulevar periférico de París

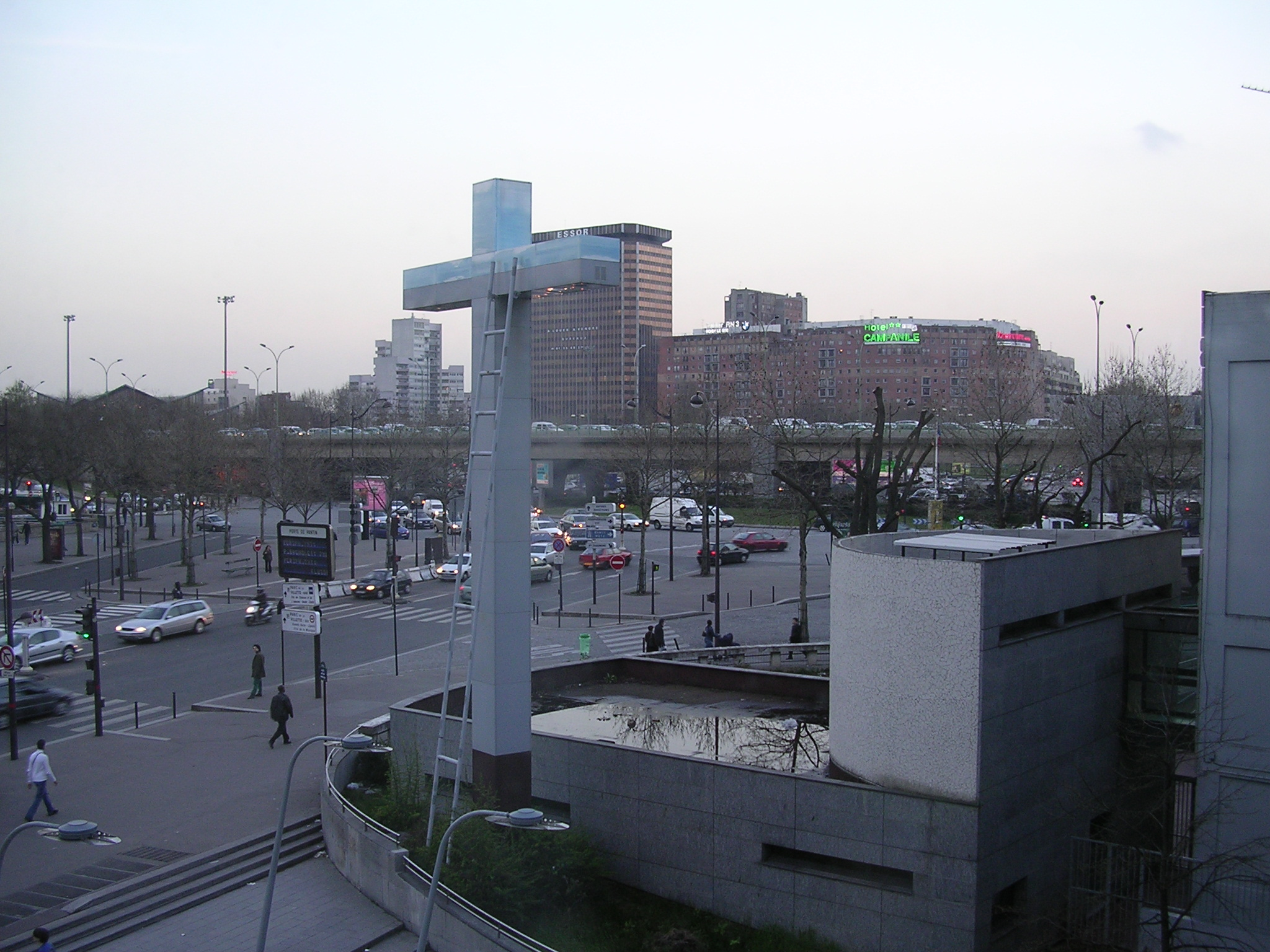
La Porte de Pantin. El Periférico es la vía de circunvalación elevada que se ve en segundo plano.

El Bulevar Periférico de París (en francés, Boulevard périphérique de Paris, con frecuencia mencionado como périphérique o incluso périph) es una circunvalación de 35,04 km de longitud, que da la vuelta en torno a la capital francesa.
El bulevar periférico sigue en gran parte los límites administrativos de la comuna de París. En su mayor parte cuenta con cuatro carriles en cada sentido (dos vías entre Porte d'Italie y Porte d'Orléans; cinco vías entre Porte de Montreuil y Porte de Bagnolet, 3 vías entre Porte d'Orléans y Porte de Sèvres). La velocidad está limitada en él a 50 km/h y los vehículos que se incorporan por la derecha tienen prioridad sobre aquellos que ya circulan (sólo en el carril derecho), contrariamente a las reglas en vigor habituales en las vías rápidas.

## Características

### Localización
En su gran mayoría el Bulevar Periférico sigue los límites del municipio de París o muy cercano a ellos. Se aleja en tres puntos: en los sectores del Bosque de Boulogne, del Bosque de Vincennes, y del Helipuerto de París - Issy-les-Moulineaux.

### Periférico interior y exterior
El Bulevar Periférico consta de dos calzadas separadas y concéntricas:
- El Periférico interior es la calzada más próxima al centro de París. Debido a la circulación por la derecha en las vías francesas, los vehículos lo recorren en el sentido de las agujas del reloj.
- El Periférico exterior, a la inversa, es la calzada más alejada del centro de París y por lo tanto la más cercana a los alrededores de la capital; la circulación en él tiene lugar en el sentido inverso al de las agujas del reloj.

En algunos tramos las calzadas se denominan en ocasiones por su dirección. Por ejemplo, al sur de París se podrá indicar la calzada interior con el término «periférico oeste» y la calzada exterior como «periférico Este»; en el norte ocurrirá a la inversa.

### Estructura
De una longitud total de 35 040 m (o bien 35,04 km — medidos en el terraplén central), el Bulevar Periférico consta, en general, de cuatro vías en cada sentido de circulación, quedando los periféricos interior y exterior separados por un terraplén central (TPC) y no estando unidos directamente entre ellos. A diferencia de otras vías rápidas, no posee ninguna vía de parada de urgencia en la mayor parte de su trazado (existe hacia la Porte de Gentilly).
Hay situado un pequeño panel indicador del punto kilométrico con regularidad en el TPC. El punto kilométrico 0 está situado al nivel de la junta de dilatación del puente aguas arriba en la Porte de Bercy y el kilometraje se hace en el sentido de las agujas del reloj. El punto kilométrico presentado en el panel está siempre subrayado en rojo cuando se circula en el periférico interior y en azul cuando se está en el exterior.
La calzada del Periférico cuenta con un revestimiento específico (enrobé y pintura para las señales sobre el suelo).
Está situada a un nivel elevado respecto a su entorno en la mitad del trazado, en un foso a cielo abierto en el 40% y al nivel del suelo para el 10% restante. Algunas partes que discurren por un foso están cubiertas en concreto, a la altura del Bosque de Vincennes y del Bosque de Boulogne. La pendiente longitudinal máxima es de un 4%.
El Bulevar Periférico permite el paso de los convoyes más pesados autorizados por la reglamentación y el de vehículos de un máximo de 4,75 metros de altura.

### Acceso

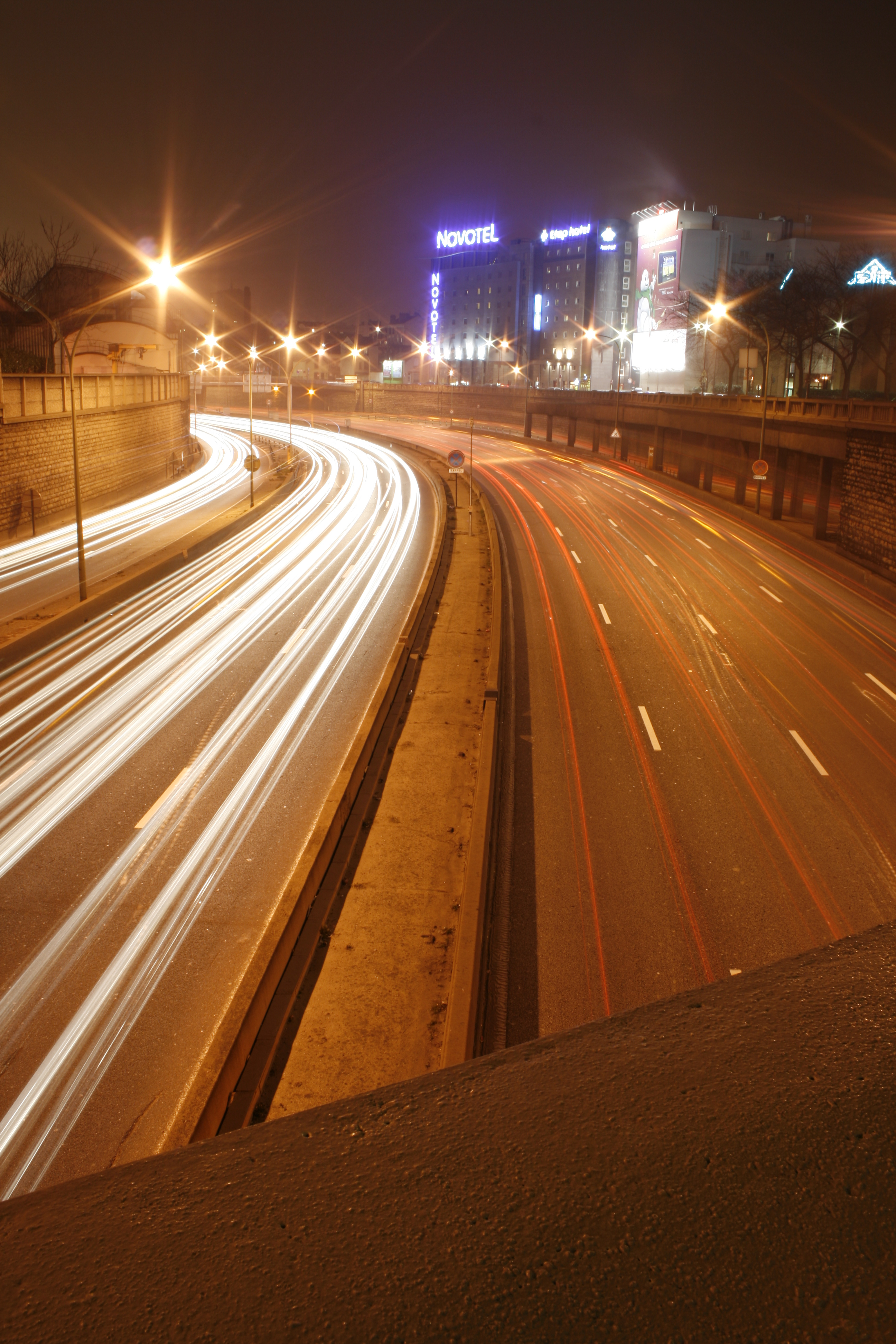
En la Porte d'Italie.

Los puntos de entrada y salida del Bulevar Periférico si sitúan a la altura de las principales Puertas de París.
La prioridad a la derecha se aplica a estas vías de entrada, lo que significa que los vehículos que entran tienen prioridad sobre los vehículos que ya circulan por la vía. Para la seguridad y la fluidez de la circulación el carril de la derecha del Periférico está de hecho reservada a los vehículos que acaban de incorporarse o bien a aquellos que se disponen a salir, haciéndose la circulación «normal» por las vías centrales y de la izquierda.
La siguiente lista indica las 34 vías de acceso o de salida del Bulevar Periférico, así como las principales vías que conducen a él. Tradicionalmente, el kilometraje del Periférico comienza a la altura del Sena aguas arriba (es decir, al nivel de la Porte de Bercy) y continúa en sentido de las agujas del reloj. Este es el orden seguido en la siguiente lista.
| #  | Nombre                     | Periférico interior | Periférico interior       | Periférico exterior  | Periférico exterior        |
| #  | Nombre                     | Distritos           | Vía principal             | Municipios           | Vía principal              |
| -- | -------------------------- | ------------------- | ------------------------- | -------------------- | -------------------------- |
| 1  | Porte de Bercy             | 12º distrito        | Quai de Bercy             | Charenton-le-Pont    | Autoroute A4               |
| 2  | Quai d'Ivry                | 13º distrito        | Quai d'Ivry               | —                    | —                          |
| 3  | Porte de Choisy            | 13º distrito        | Avenue de Choisy          | —                    | —                          |
| 4  | Porte d'Italie             | 13º distrito        | Avenue d'Italie           | Ivry-sur-Seine       | Autoroute A6b              |
| 5  | Porte de Gentilly          | 13º / 14º distritos | Rue de l'Amiral Mouchez   | Gentilly             | Autoroute A6a              |
| 6  | Porte d'Orléans            | 14º distrito        | Avenue du Général Leclerc | Montrouge            | Avenue Aristide Briand     |
| 7  | Porte de Châtillon         | 14º distrito        | Avenue Jean Moulin        | Malakoff / Montrouge | Avenue Pierre Brossollette |
| 8  | Porte de Vanves            | 14º distrito        | Boulevard Brune           | Malakoff             | Rue Ernest Renan           |
| 9  | Porte Brancion             | 15º distrito        | Rue Brancion              | Vanves               | Rue Jean Bleuzen           |
| 10 | Porte de la Plaine         | 15º distrito        | Rue du Général Guillaumat | Vanves               | Avenue Pasteur             |
| 11 | Porte de Sèvres            | 15º distrito        | Rue Balard                | —                    | —                          |
| 12 | Porte de Saint-Cloud       | 16º distrito        | Avenue de Versailles      | Boulogne-Billancourt | Route de la Reine          |
| 13 | Porte Molitor              | 16º distrito        | Rue Molitor               | Boulogne-Billancourt | Boulevard d'Auteuil        |
| 14 | Porte d'Auteuil            | 16º distrito        | Rue Poussin               | Bois de Boulogne     | Autoroute A13              |
| 15 | Porte de Passy             | 16º distrito        | Avenue Ingres             | Bois de Boulogne     | Rue de l'Hippodrome        |
| 16 | Porte de la Muette         | 16º distrito        | Avenue Henri-Martin       | —                    | —                          |
| 17 | Porte Dauphine             | 16º distrito        | Avenue Foch               | Bois de Boulogne     | Route de Suresnes          |
| 18 | Porte Maillot              | 16º / 17º distritos | Avenue de la Grande-Armée | Neuilly-sur-Seine    | Avenue Charles De Gaulle   |
| 19 | Porte de Champerret        | 17º distrito        | Avenue de Villiers        | Levallois-Perret     | Boulevard Bineau           |
| 20 | Porte d'Asnières           | 17º distrito        | Rue de Tocqueville        | Levallois-Perret     | Rue Victor Hugo            |
| 21 | Porte de Clichy            | 17º distrito        | Avenue de Clichy          | Clichy               | Boulevard Jean Jaurès      |
| 22 | Porte de Saint-Ouen        | 17º / 18º distritos | Avenue de Saint-Ouen      | Saint-Ouen           | Avenue Gabriel Péri        |
| 23 | Porte de Clignancourt      | 18º distrito        | Avenue de Saint-Ouen      | Saint-Ouen           | Avenue Michelet            |
| 24 | Porte de la Chapelle       | 18º distrito        | Rue de la Chapelle        | Saint-Denis          | Autoroute A1               |
| 25 | Porte d'Aubervilliers      | 18º / 19º distritos | Rue d'Aubervilliers       | Aubervilliers        | Rue Victor Hugo            |
| 26 | Porte de la Villette       | 19º distrito        | Avenue de Flandre         | Aubervilliers/Pantin | Avenue Jean-Jaurès         |
| 27 | Porte de Pantin            | 19º distrito        | Avenue Jean-Jaurès        | Pantin               | Avenue Jean Lolive         |
| 28 | Porte du Pré-Saint-Gervais | 19º distrito        | Rue Haxo                  | —                    | —                          |
| 29 | Porte des Lilas            | 19º / 20º distritos | Rue de Belleville         | Les Lilas            | Rue de Paris               |
| 30 | Porte de Bagnolet          | 20º distrito        | Rue Belgrand              | Bagnolet             | Autoroute A3               |
| 31 | Porte de Montreuil         | 20º distrito        | Rue d'Avron               | Montreuil            | Rue de Paris               |
| 32 | Porte de Vincennes         | 20º / 12º distritos | Cours de Vincennes        | Saint-Mandé          | Avenue de Paris            |
| 33 | Porte de Saint-Mandé       | 12º distrito        | Avenue de Saint-Mandé     | Saint-Mandé          | Avenue Victor-Hugo         |
| 34 | Porte Dorée                | 12º distrito        | Avenue Daumesnil          | Saint-Mandé          | Avenue Daumesnil           |
| 35 | Porte de Charenton         | 12º distrito        | Rue de Charenton          | Charenton-le-Pont    | Avenue de Gravelle         |

## Código de circulación

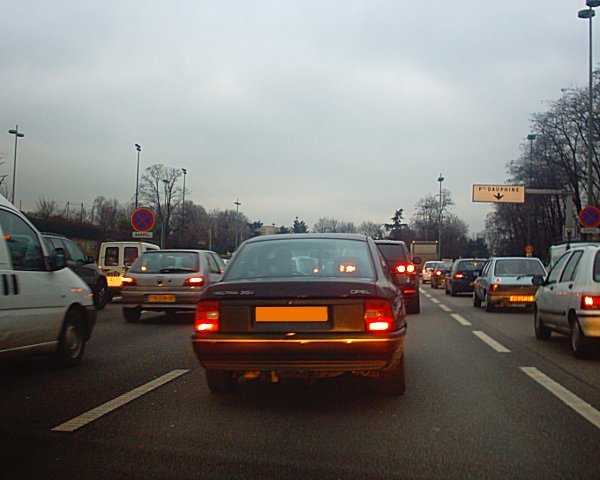
Vista del Bulevar Periférico a la altura de la Porte Dauphine.

En lo que se refiere al Código de la circulación, el Bulevar Periférico es una carretera departamental, pero hay varias diferencias respecto a una carretera departamental clásica.
Es de carriles separados y no tiene ningún cruce al mismo nivel con el resto de la red viaria (los intercambios se hacen mediante intercambiadores y/o enlaces). Con sus características puede ser confundida con una autopista, teniendo un criterio muy amplio. Pero desde el punto de vista administrativo y del código de circulación el Bulevar Periférico de París no tiene el estatus de autopista y no es más que una "simple" carretera. Pero posee la particularidad (que no tienen las autopistas) de que los vehículos entrantes tienen la prioridad sobre los vehículos que circulan por ella. Esta práctica es contraria a lo habitual: el código de la circulación obliga a conducir por el lado más a la derecha en tiempo normal pero no es así en el periférico; el carril de la derecha está explícitamente indicado como vía de salida, al indicarse el nombre de la puerta siguiente (véase artículo R412-9 del código de circulación) y los vehículos que no van a salir deben ceder el paso a los que entran. A la altura de los cruces una línea continua separa el carril de la derecha de los demás, tanto para impedir a los vehículos que están en él que giren bruscamente como también por motivos legales (sin esa línea los vehículos que entrasen tendrían prioridad en todos los carriles).
Los motivos de que se dé prioridad a la incorporación no se conocen. No obstante, se pueden apuntar varias razones que justificarían esta decisión:
- razón cultural: la prioridad a la derecha abunda en París y en la región parisina, hasta tal punto que es difícil encontrar una señal de stop o de ceda el paso. Quizás se decidiera no complicar a los parisinos con una regla de prioridad con la que no estaban acostumbrados (sobre todo cuando se creó en bulevar periférico en los años 70).
- razón práctica: las vías de incorporación al bulevar periférico son muy cortas. ¿Es esta la causa o la consecuencia de la prioridad a la incorporación? El bulevar periférico se construyó en una zona notablemente urbanizada, y quizás se decidiera acortar la longitud de estas vías de incorporación para ahorrar espacio.
- razones de fluidez: el bulevar periférico se encuentra atestado casi constantemente. Esta congestión sistemática hace que si los vehículos que se incorporan desde las vías de incorporación tuvieran que ceder el paso, sufrirían de largas esperas hasta que encontraran un hueco para acceder a la circulación, lo que consecuentemente bloquearía los cruces de su alrededor. Además de la congestión la fuerte densidad residual del tráfico hace peligrosa la entrada no prioritaria ( sobre todo su la longitud de las vías de inserción se conserva).

En la práctica, la inserción en la periférica funciona a menudo con el principio de cremallera: la vía derecha del bulevar se fusiona con la vía de inserción a razón de un auto cada dos. Esta regla no escrita se aplica de manera general en todos los ejes congestionados. Hay investigaciones en curso con el fin de examinar la posibilidad de hacerla legal.
De acuerdo al código vial, la velocidad está limitada a 70 km/h en todo el trayecto (salvo que existan obras). Además, se  señala que no existe margen para paradas de emergencia, lo que implica que los incidentes y accidentes provocan una molestia considerable a la circulación. La intervención de los servicios de socorros se hace difícil y más larga. La circulación de bicicletas está estrictamente prohibida.
Durante las congestiones de la vía (que es frecuente a lo largo del día), las motos utilizan la técnica de recortar fila: circular entre los autos de las dos vías más a la izquierda. Esta parte de la calzada es denominada "vía de los donadores" (en alusión a los donantes de órganos) para evocar la muy alta peligrosidad de esta práctica. Esta práctica no es ni autorizada, ni prohibida por el código vial francés. Sin embargo, tolerada la mayoría de veces, es actualmente sancionada más severamente por las fuerzas del orden.
A pesar de ello, los accidentes mortales son raros, (ninguno en 2005 contra de 10 a 15 anuales en la década de los 90), contrastando con la enorme frecuentación (50% de la circulación parisina).

### Sistemas de control

#### Radares
El Periférico está equipado con numerosos radares fijos para el control de velocidad; algunos están orientados para fotografiar a los vehículos por delante y otros por detrás. En general están reglados para una velocidad de control de 70 km/h + 10 km/h de margen, salvo donde hay obras en marcha (50km/h + 10 km/h de margen).

##### Sobre el periférico interior
- Porte de Sèvres (detrás)
- Porte de Champerret (detrás)
- Cruce del Quai d'Ivry, al final del puente (delante)
- Porte de Bagnolet (detrás)
- Porte Maillot (detrás)

##### Sobre el periférico exterior
- Porte de Passy (delante)
- Porte de Châtillon (delante)
- Porte de Clichy (delante)
- Porte de Pantin (arrière)
- Porte d'Auteuil (delante)

Además, las salidas del Periférico suelen estar vigiladas con gemelos-radar (limitación de 50 km/h desde el panel).
Finalmente, en los periodos de baja circulación suele haber vehículos-radar estacionados en áreas prohibidas, para controles puntuales.

### Red de control y de gestión del tráfico
- Un centenar de cámaras están conectadas directamente a la sala de control del puesto central de explotación del Periférico.
- 166 puntos de llamada de urgencia (uno cada 500 metros y cada 250 metros en los subterráneos) suponen 7 000 llamadas al año. Los puestos de aviso están todos numerados. Los puestos pares están situados en el Periférico exterior y los impares en el interior.
- 8 vehículos de policía durante el día y 4 por la noche patrullan permanentemente por el Periférico.
- 750 ondas electromagnéticas (o receptores) ocultos en el revestimiento de la calzada registran cada paso de vehículo. Esos receptores permiten medir el flujo (Q), la tasa de ocupación (T), y la velocidad del tráfico (V) sobre un tramo determinado.
- Los Tableros de Mensajes variables (panneaux à messages variables - PMV) dan información sobre el tiempo de recorrido. Esos tiempos son generados automáticamente cada minuto por un sistema informático que recoge y trata la información proveniente de ondas electromagnéticas dentro de la calzada. Ese sistema da una información sobre el tiempo promedio restante antes de llegar a la siguiente conexión de autopistas o un eje importante (N13 porte Maillot). Los PMV sirven también para mostrar todo tipo de mensajes como accidentes, averías, cierres, obras, contaminación, prevención vial, alerta de levantamiento, etc.

## Otras circunvalaciones
El Bulevar Periférico, es el primero de los cuatro ejes de circunvalación por autopista de la capital francesa:
Interior (vía urbana)
- Por el interior, a un centenar de metros del Périphérique, discurren los Bulevares de los Mariscales, que circunvalan París dentro de su término municipal. Se trata de un conjunto de rondas o bulevares urbanos, que se intersecan con el resto de las calles mediante cruces o túneles (al atravesar grandes ejes radiales), y donde la velocidad está limitada a 50 km/h.

Exterior (autopista)
- Situado a una distancia variable de entre 2 y 7 kilómetros del exterior del "Periférico", se encuentra el Segundo Periférico de París (A86), una autopista de 79 kilómetros de longitud, que circunvala la capital.
- En un radio de en torno a 20 kilómetros del "Periférico", se ubica el Tercer Periférico de París conocido como la "Franciliana", formado por un conjunto de autopistas, a las que está proyectado dar continuidad en varios tramos, para cerrar la circunvalación completa en torno a París.
- En una distancia variable según el tramo, de entre 100 y 200 kilómetros de la capital, se encuentra el Cuarto Periférico de París conocido como la "Gran Circunvalación de París", que comprende varias autopistas que rodean la capital circunvalándola. Su finalidad es permitir evitar el paso por las inmediaciones de París, reduciendo la congestión.

## Historia
Comenzado en 1958 sobre los antiguos trazados de las fortificaciones, el Bulevar Periférico se acabó en 1973, bajo la presidencia de Georges Pompidou. Permite una cuarta parte de los desplazamientos parisinos y se ha convertido en el sector viario más frecuentado de Francia. Sin embargo es víctima de su éxito, pues las condiciones de su entorno urbano impiden mejorar la circulación en él.
El cubrimiento del periférico, incluido en el Contrato del Plan État-Région 2000-2006 abarcan 3 sectores: la Porte des Lilas, la Porte de Vanves y los sectores de la Porte des Ternes y de la Porte de Champerret (Distrito 17).
- El cubrimiento de la Porte des Lilas está terminado.
- El cubrimiento de la Porte de Vanves ha sido terminado en enero de 2008.

## Impacto sociológico
El Bulevar Periférico ha sido fuertemente criticado por su papel de barrera entre París y la banlieue: puede ser visto como una «frontera» que simboliza la ruptura sociológica, económica y cultural entre París y su aglomeración, estigmatizando a los habitantes de la Banlieue. Esta barrera psicológica se traduce por ejemplo en la expresión «del otro lado del peri'», a veces empleado para designar la banlieue.
El Periférico también es objeto de cierta fascinación en la medida en que es único en su género: este eje viario, el más frecuentado de Francia, constituye un universo cerrado (tiene sus propias estaciones de servicio, puntos específicos de entrada y salida), como una autopista, pero en medio urbano. El Periférico tiene también reputación de peligroso para algunos usuarios, en especial quienes viajan sobre dos ruedas y esta presunta peligrosidad participa en la fascinación que suscita en ciertos medios, en particular los motociclistas.